# Franz Halder
Franz Halder (30. červen 1884 Würzburg – 2. duben 1972 Aschau im Chiemgau) byl německý velitel, který byl za druhé světové války v letech 1938–1942 náčelník štábu hlavního velitelství pozemních sil (Oberkommando des Heeres – OKH). Sehrál významnou roli při plánování německých vojenských operací v úvodních letech druhé světové války. Ze své funkce byl odvolán kvůli častým neshodám s Adolfem Hitlerem.

## Život

### Raná kariéra
Pocházel z vojenské rodiny. Jeho otec byl generálem bavorské armády. V roce 1902 vstoupil do armády. Po absolvování kadetní školy v roce 1904 získal hodnost poručíka. Následně navštěvoval dělostřeleckou školu. Před začátkem první světové války začal studovat na Bavorské vojenské akademii, kterou ukončil v roce 1914 a následně nastoupil do štábu bavorského 3. sboru.
Během první světové války sloužil v štábních funkcích na západní západní i východní frontě. V srpnu 1915 byl povýšen do hodnosti kapitána (Hauptmann) a sloužil ve štábu 6. armády pod velením Bavorského korunního prince Rupprechta. Později sloužil ve štábu 2. a 4. armády.

### Meziválečné období
Po skončení války zpočátku sloužil na oddělení výcviku na ministerstvu Reichswehru. V letech 1921 až 1923 vyučoval v Mnichově taktiku ve vojenském obvodu Wehrkreis VII. V roce 1924 byl povýšen do hodnosti majora a od roku 1926 sloužil jako vedoucí operačního oddělení obvodu v Mnichově. V roce 1929 byl povýšen do hodnosti podplukovníka (Oberstleutnant) a následně do roku 1931 pracoval v cvičném štábu na ministerstvu Reichswehru.
V prosinci 1931 byl Halder povýšen do hodnosti plukovníka (Oberst) a sloužil jako náčelník štábu obvodu Wehrkreis VI v Münsteru ve Vestfálsku, kde sloužil až do začátku roku 1934. V říjnu téhož roku byl povýšen do hodnosti generálmajora a zastával funkci velitele 7. pěší divize v Mnichově. V srpnu 1936 byl Halder povýšen do hodnosti generálporučíka. Zanedlouho byl pověřen vedením oddělení výcviku na nacisty znovuobnovém generálním štábu v Berlíně. V tomto období řídil několik velkých cvičení, která byla uskutečněna po zavedení branné povinnosti v zemi.
V únoru 1938 získal hodnost generála dělostřelectva (General der Artillerie). V tomto období ho poprvé oslovil generál Wilhelm Keitel s otázkou, zda se nechce stát náčelníkem Hlavního velitelství ozbrojených sil (OKW), čímž by podléhal přímému velení generála Waltera von Reichenau. Halder však odmítl se slovy, že by s Reichenauem nedokázal pracovat. Následně byl na tento post dosazen Walter von Brauchitsch. 1. září 1938 se Halder stal náčelníkem štábu Hlavního velitelství pozemních sil (Oberkommando des Heeres – OKH), kde na tomto postu nahradil generála Ludwiga Becka, který dva týdny před tím rezignoval.
V této funkci pokračoval v přípravě vojenského útoku na Československo, současně však byl ve styku se skupinou důstojníků a politiků, kteří chystanou válku odmítali a zvažovali svržení kancléře Hitlera. Po týdnu ve funkci náčelníka štábu předestřel na poradě s Hitlerem plán útoku na Československo počítající s dvojitým obchvatným úderem, který Hitler prosazující jeden hlavní úder na Prahu zamítl.[zdroj?] 14. září měl být Hitler zatčen, ale když se Halder dozvěděl, že do Německa přicestoval britský premiér Neville Chamberlain, aby znovu jednal o Československu, odmítl rozkaz k převratu vydat. K útoku na Československo ani k převratu nakonec nedošlo v důsledku Mnichovské dohody.

### Druhá světová válka

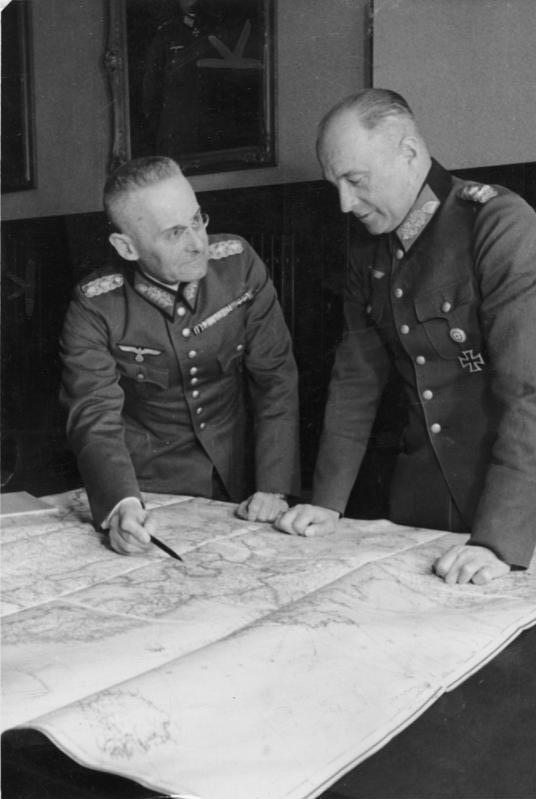
Halder (vlevo) diskutuje u mapy se svým nadřízeným Walterem von Brauchitschem

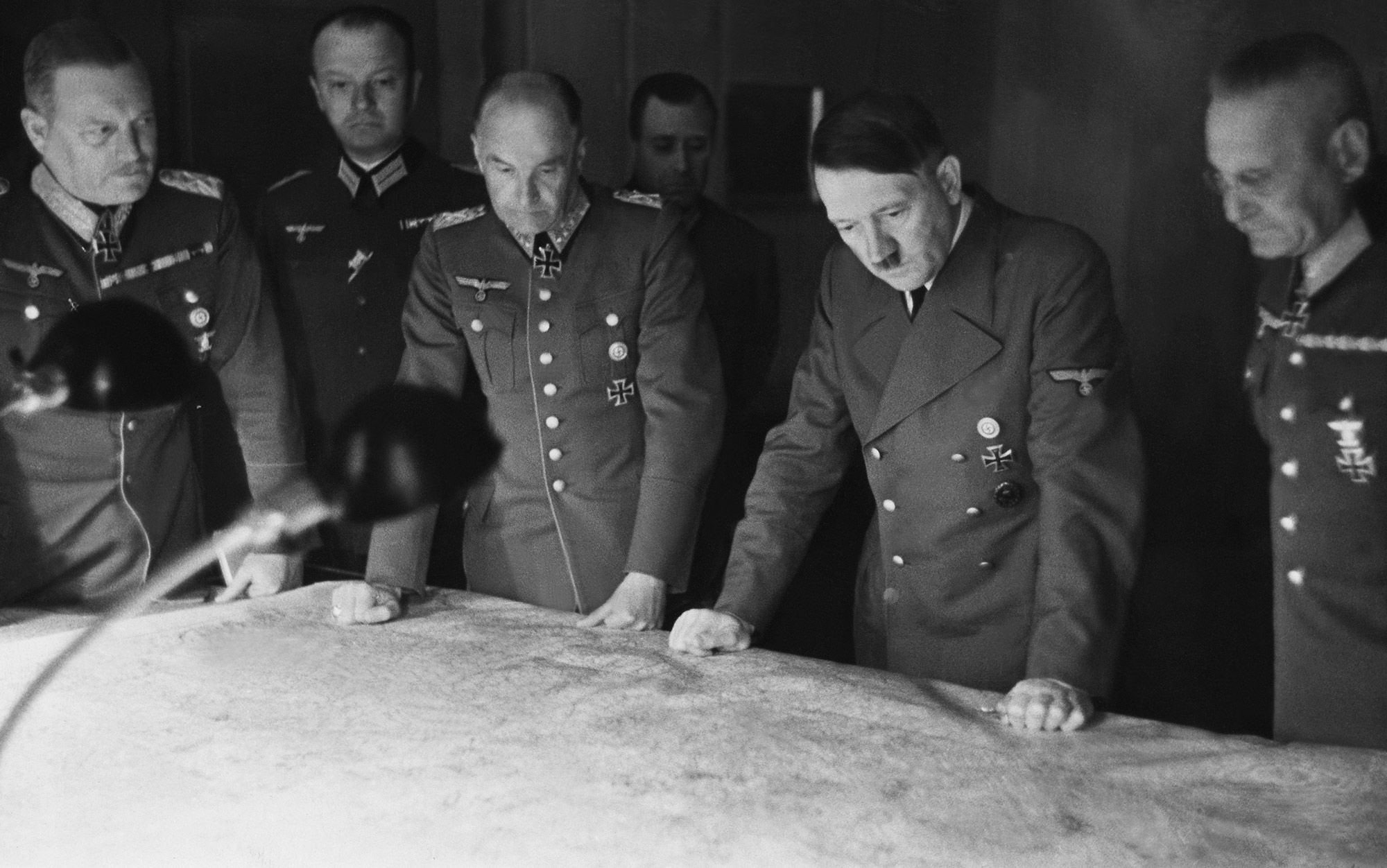
Halder na poradě OKH v Hitlerově přítomnosti. (Zleva doprava Keitel, von Brauchitsch, Hitler a Halder

V první části druhé světové války se Halder podílel na plánování všech bojových operací německých pozemních sil a za svou roli v přípravě útoku na Polsko byl 27. října 1939 vyznamenán rytířským křížem. Podle záznamů z osobního deníku, již v této době Halder věděl o přípravách nacistických represí vůči Židům a polské inteligenci. Je také známo, že se von Brauchitsche pokoušel přesvědčit aby se společně pokusili okleštit Hitlerovu agresivní politiku vůči okolním zemím, na což ale Brauchitsch nepřistoupil. Halderovi se však v tomto období podařilo soustředit odpovědnost za vedení sil pod svou kontrolu.
Byl odpůrcem plánu vpádu do Norska, který považoval německými silami za neuskutečnitelný. Jeho organizací bylo nakonec pověřeno OKW a velení námořnictva OKM. V období podivné války se tajně setkal s Carlem Goerdelerem, který mu navrhoval zorganizování puče s cílem odstranit Hitlera a jednat s Británií a Francií o míru. Halder takový puč nepovažoval za proveditelný a odmítl ho. Následně se významnou měrou podílel na vypracování a realizaci plánu útoku na Francii, Belgie a Nizozemsko na jaře 1940. Po úspěšném obsazení Francie, díky von Mansteinově plánu útoku přes Ardeny, byl povýšen do hodnosti generál Generloberst. Následně se podílel na přípravě útoku na balkánské země.
V srpnu 1940 začal pracovat na přípravě plánu útoku na německého spojence – Sovětský svaz, pod kódovým označením operace Barbarossa. Když Hitler na vojenské poradě v jeho přítomnosti prohlásil, že válka proti Sovětskému svazu bude muset být vedena bez jakýchkoliv zavedených pravidel, protože to bude vyhlazovací válka, Halder, který jinak běžně s Hitlerem ve vojenských záležitostech nahlas nesouhlasil, neprotestoval. Byl také zastáncem likvidace sovětských vojenských komisařů a tvrdého zacházení s projevy odporu na okupovaných územích.
V prosinci 1941 sovětská vojska zastavila postup německých vojsk na Moskvu a zahájila protiofenzívu, která přinutila Němce k prvnímu rozsáhlému ústupu ve válce. Hitler následně odvolal velitele OKH von Brauchitsche a nastoupil do funkce Halderova nadřízeného osobně. Halder touto změnou sice nebyl nadšen, ale předpokládal, že Německo je přesto na nejlepší cestě vyhrát válku. V létě 1942 při diskusi s Hitlerem Halder vyslovil názor, že výrazně podcenili sílu sovětské Rudé armády. V tomto období přikročila německá armáda k realizaci operace Blau, což bylo kódové označení pro útok na jižní část Sovětského svazu. Halder si tehdy přečetl paměti bělogvardějského generála Antona Děnikina, který během ruské občanské války vedl neúspěšný útok na Caricyn (původní název města Stalingrad). Halder našel mezi německým postupem 6. armády a Denikinovou kampaní řadu paralel a svého nadřízeného na to upozorňoval. S Hitlerem také nesouhlasil v otázce rozdělení a přesunu části sil von Mansteinovy 11. armády na obležení Leningradu. Nesouhlasil také s rozdělením Skupiny armád Jih na dva celky pro současný útok na Stalingrad i Kavkaz a celkově s plánem postupu německých vojsk na Kavkaz. Když začal na podzim 1942 poukazovat na základě zjištění rozvědky, že sověti za Donem a Volhou připravují proti jeho jednotkám protiofenzívu, na kterou je třeba se připravit dostal se s Hitlerem do ostrého sporu. Ten ho 24. září 1942 odvolal z funkce. Halder následně odešel do zálohy. Německá vojska útočící na jižní část SSSR byla sovětskou zimní protiofenzívu u Stalingradu zaskočena. Skupina armád Jih byla v bojích téměř zničena. Ztráta německé 6. armády ale i rumunských, italských a maďarských armád měla za následek doposud největší německou porážku ve válce.
Mimo službu Halder udržoval styk s propuštěným generálem Beckem, který v tomto období připravil několik atentátů namířených na Hitlera. Po neúspěšném atentátu na Hitlera 20. července 1944 byl Halder jako podezřelý ze spiknutí vůči Hitlerovi zatčen gestapem a držen v koncentračním táboře Flossenbürg a Dachau. Spolu s ním byla dobrovolně uvězněna i jeho žena Gertruda. Koncem dubna 1945 bylo asi 140 prominentních vězňů (včetně rodinných příslušníků) převedeno z nacistických táborů do Jižního Tyrolska. 27. dubna 1945 u obce Niederdorf byly stráže SS zastaveny oddílem vojáků Wehrmachtu a vězni osvobozeni. Vojáci německé armády, upozornění na situaci telefonicky rovněž vězněným plukovníkem Bogislawem von Bonin, osvobodili vězně i kvůli faktu, že mezi nimi Haldera poznali. Většině z nich tak zachránili život, protože Heinrich Himmler strážím nařídil, aby 29. dubna vězně zlikvidovali. 4. května 1945 byl generál Halder spolu s ostatními vězni předán do rukou amerických vojsk a následné dva roky strávil ve válečném zajetí.

### Poválečné období
Mezi lety 1948 a 1961 pracoval jako velitel německé historické styčné skupiny pro historické oddělení americké armády jako válečný historik při zpracovávání německých válečných zkušeností z bojů, za což byl americkou vládou v roce 1961 vyznamenán. Během druhé světové války si vedl podrobný deník, který byl po válce knižně vydán a stal se důležitým zdrojem informací o nacistickém nejvyšším velení. Po válce zastával názor za znovuvyzbrojení Západního Německa. Zemřel v roce 1972 v Aschau im Chiemgau v Bavorsku.

## Vyznamenání
- Železný kříž (22. 12. 1915)
- Železný kříž (14. 9. 1914)
- Řád Albrechtův, I. třída s meči (08/1917)
- Královský hohenzollernský domácí řád, s meči (2. 10. 1918)
- Kříž cti
- Služební vyznamenání Wehrmachtu, I. třída (2. 10. 1936)
- Rytířský kříž Železného kříže (27. 10. 1939)
- Řád kříže svobody , I. třída s meči a dubovou ratolestí (25. 3. 1941)
- japonský Řád Posvátného pokladu, I. třída (12. 8. 1943)